# Лісовський Олександр Юзеф
Олександр Юзеф Лісо́вський (пол. Aleksander Józef Lisowski; 1580 — 11 жовтня 1616) — литовський шляхтич гербу Їжак (пол. Jeż), полковник коронного війська Польського та війська Лжедмитрія II. Прославився численними перемогами над московитами та успішним спустошенням їхніх земель.
Народився поблизу Вільно. Освіту здобув у віленській єзуїтській школі. Військову кар’єру розпочав у війську волоського господаря Михая Хороброго. У 1600 році, після вторгнення польських військ до Молдови, приєднався до своїх земляків. У 1604 році проявив непокору короні та вступив на службу до війська литовського гетьмана Януша Радзивілла.
У 1607 році взяв участь у рокоші Зебжидовського, за що був оголошений поза законом польським королем.

## Війна проти Московського Царства

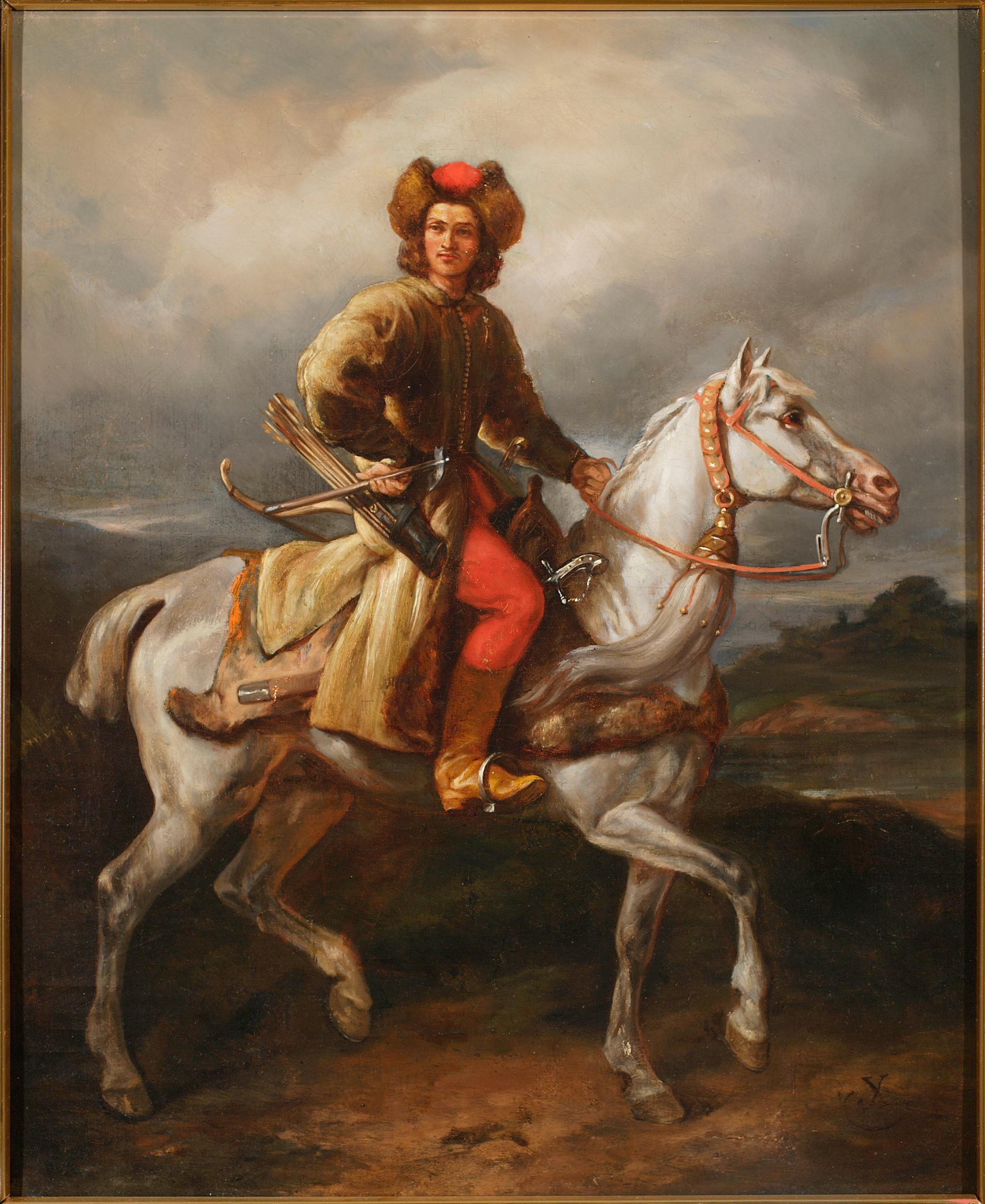
Лісовчик — картина Юліуша Коссака. бл. 1860-65 (репродукція картини Рембрандта)

В 1607 році з 600 бійцями вирушив в похід проти Московії і приєднався до війська Лжедмитрія II на чолі загону з 6 тис. поляків і 8 тис. запорожців. У Стародубі отримав чин полковника.
У березні 1608 року, діючи самостійно від основних сил Лжедмитрія, взяв Зарайськ і розбив в Зарайський битві військо московитів, після чого взяв Коломну, де полонив князя Володимира Долгорукова.
Влітку 1608 року приєднався до Тушинського табору. В вересні спільно з Яном Сапєгою брав участь облозі Троїцького монастиря.
17 лютого 1609 року загін Лісовського числом 2 тис. підійшов до Суздаля, зайняв міста Шуя і Пльос; 30 квітня підійшов до Ярославля, 8 червня взяв Кінешму.
Після вступу у війну Речі Посполитої, Лісовський перейшов на службу до короля. Навесні 1610 року він почав новий похід: розорив Ростов і 2 травня вийшов до Калязінського монастиря. Далі Лісовський підступив до Твері, до Торопця і вийшов до Великих Лук. Потім він зі своїми загонами рушив до Пскова, де влаштувався в фортеці Воронич.
В 1612 році обороняв Смоленськ.

## Рейд Лісовського

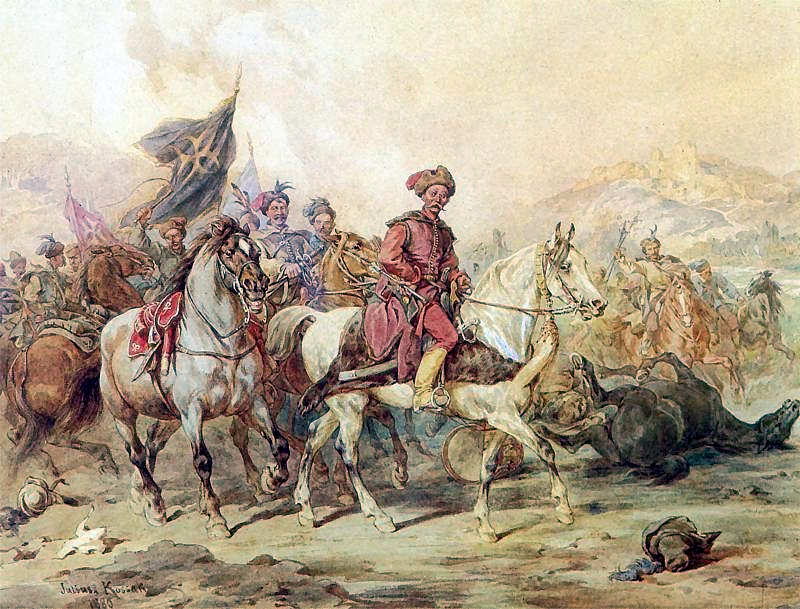
Лісовчики Лісовського

В 1615 році на чолі великого 2 тис. загону здійснив новий похід проти Московського Царства. Похід планувався як відволікаючий від Смоленська. У липні він осадив Брянськ, а 19 червня захопив Карачев і Орел. 6 вересня в районі Орла розбив авангард військ князя Дмитра Пожарського, після чого захопив Болхов, Бельов, підступив до Лихвина (місцевий гарнізон зміг відсидітися за укріпленнями), взяв Перемишль. У листопаді стояв під Ржевом.

## Тактика бою
Розробив власну тактику бою і спосіб організації війська з легкої кінноти, яка отримала назву «лісовчики». Намагався діяти окремо від основних сил.

## Смерть
Раптово помер під Вязьмою, впавши з коня. За іншою версією, помер під Стародубом від паралічу, під час огляду новобранців свого загону. Після його смерті управління загоном перейшло Станіславу Чаплинському.